# Curaçau
Curaçau (em neerlandês e em inglês: Curaçao; em papiamento: Kòrsou) é um país insular constituinte do Reino dos Países Baixos, localizado nas Pequenas Antilhas no sul do mar do Caribe (mar das Caraíbas) e na região do Caribe Neerlandês (Caraíbas Neerlandesas), a aproximadamente 65 km ao norte da costa venezuelana.
O País é formado pela ilha principal de Curaçau e pela ilha desabitada de Pequena Curaçau ("Klein Curaçao"). Tem uma população de mais de 160 000 habitantes em uma área de 444 km², e sua capital é Willemstad.
Curaçau fez parte da Colônia de Curaçau e Dependências de 1815 a 1828 e de 1845 a 1954. Entre 1828 a 1845 a ilha foi administrada como parte da Guiana Neerlandesa. E, de 1954 a 2010, Curaçau formou parte das Antilhas Neerlandesas. Antes da dissolução das Antilhas Neerlandesas em 10 de outubro de 2010, Curaçau foi administrado como "Território Insular de Curaçau" (Neerlandês: Eilandgebied Curaçao, Papiamento: Territorio Insular di Kòrsou), um dos cinco territórios insulares das antigas Antilhas Neerlandesas. Posteriormente passou a ser formalmente chamado de "País de Curaçau" (em neerlandês: Land Curaçao; em papiamento: Pais Kòrsou; em inglês: Country of Curaçao).

## Etimologia

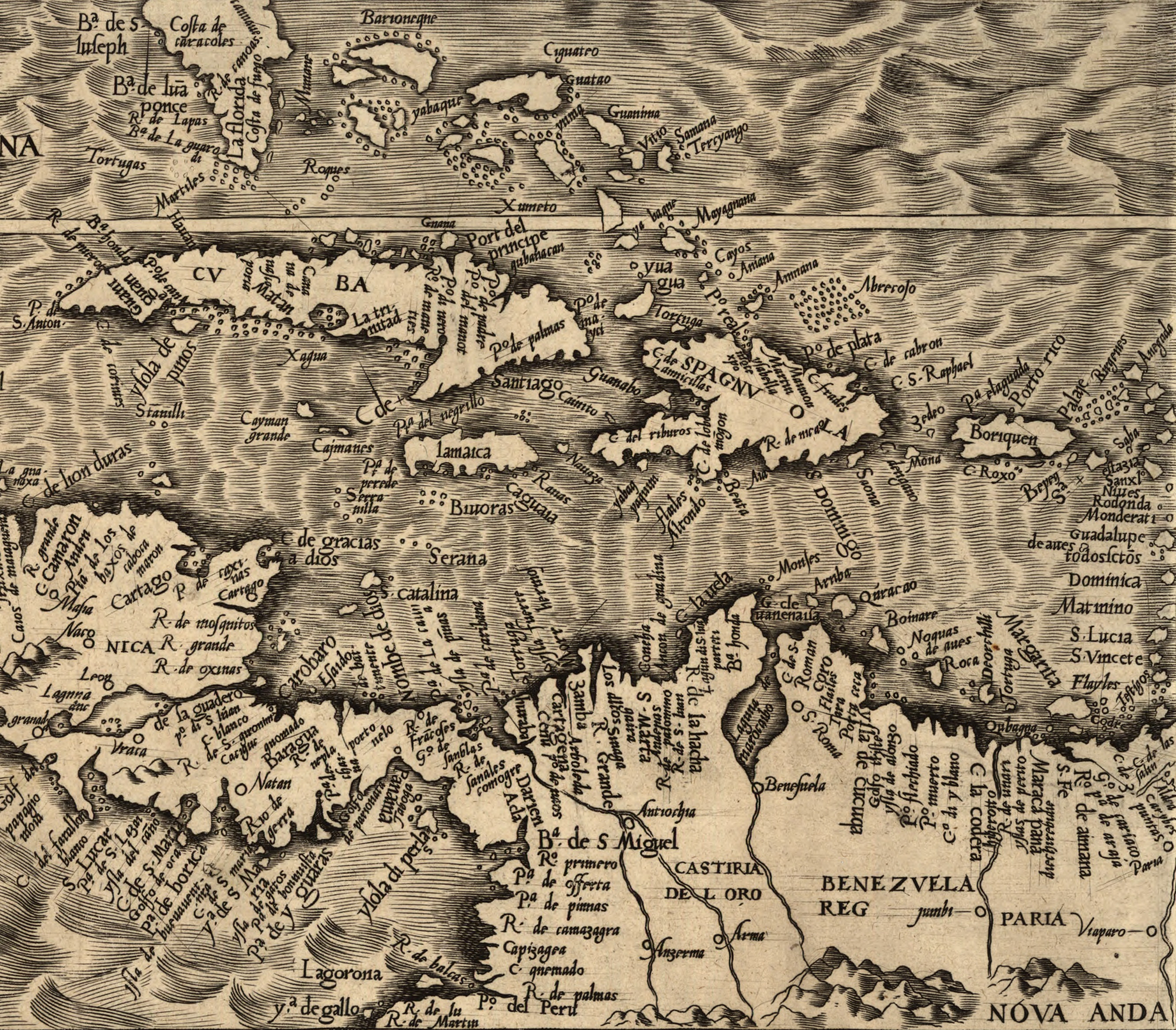
Mapa de 1562, tendo a Ilha de Curaçau indicada como Qúracao

Nos séculos XVI e XVII, os marinheiros em viagens longas ficavam com escorbuto devido à falta de vitamina C. De acordo com algumas contas, os marinheiros portugueses que ficaram doentes foram deixados na ilha agora conhecida como Curaçau. Quando seu navio retornou, eles se recuperaram, provavelmente curados do escorbuto depois de comer frutas com vitamina C. A partir de então, os portugueses se referiram a isso como Ilha da Curaçãu (arte de curar). Outra explicação é que é derivada da palavra portuguesa "coração", referindo-se à ilha como um centro de comércio. Os comerciantes espanhóis tomaram o nome como Curaçau, que foi seguido pelos neerlandeses.
Outra explicação é que Curaçau foi o nome pelo qual os povos indígenas da ilha se identificaram, seus autônomos. (Joubert e Van Buurt, 1994). As primeiras contas espanholas apoiam esta teoria, como se referem aos povos indígenas como Indios Curaçaos, ou "índios curadores".
A partir de 1525, a ilha foi apresentada em mapas espanhóis como Curaçote, Curasaote e Curasaore. No século XVII, apareceu na maioria dos mapas em português como Curaçao ou Curazao. Em um mapa criado por Hieronymus Cock em 1562 em Antuérpia, a ilha foi referida como Qúracao.

## História

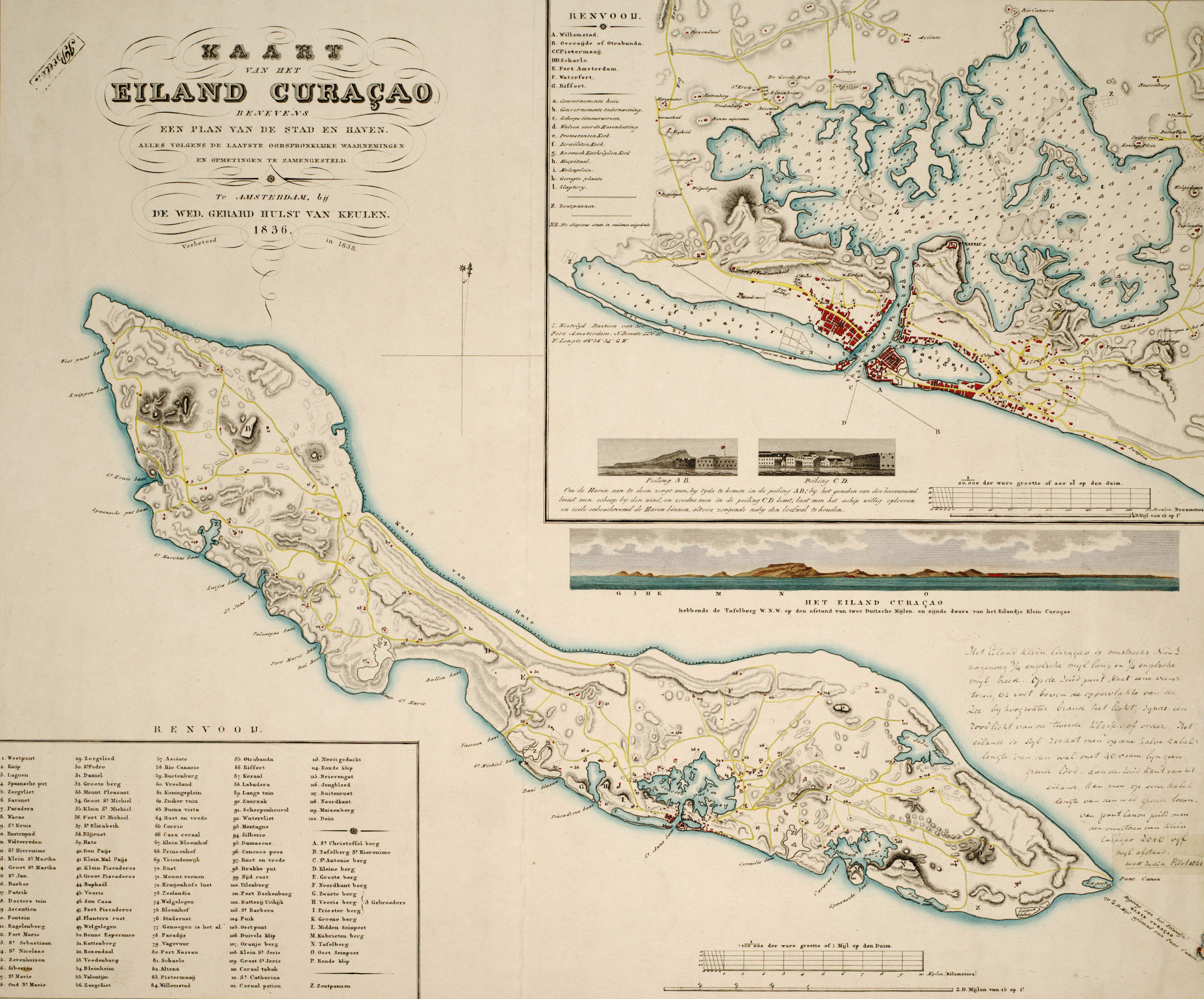
Mapa de Curaçau em 1836

Os habitantes originais de Curaçau eram povos aruaques. Seus antepassados haviam migrado para a ilha do continente da América do Sul, provavelmente centenas de anos antes que os europeus chegassem. Acreditava-se que eles migraram da Bacia Amazônica.
Os primeiros europeus que descobriram a ilha eram membros de uma expedição espanhola sob a liderança de Alonso de Ojeda em 1499. Os espanhóis escravizaram a maior parte dos povos aruaques como força de trabalho. Às vezes, eles deslocavam forçadamente os sobreviventes para outras colônias onde os trabalhadores eram necessários. Em 1634 os Países Baixos conquistaram a ilha aos espanhóis. Os poderes europeus estavam tentando estabelecer bases no Caribe.
A empresa neerlandesa das Índias Ocidentais fundou a capital de Willemstad nas margens de uma entrada chamada "Schottegat". Curaçau tinha sido ignorado pelos colonos, porque faltava depósitos de ouro. O porto natural de Willemstad provou ser um local ideal para o comércio. Comércio e transporte e pirataria — tornaram-se as atividades econômicas mais importantes de Curaçau. Além disso, em 1662, a Companhia Neerlandesa das Índias Ocidentais fez de Curaçau um centro para o tráfico de escravos atlânticos, muitas vezes trazendo escravos aqui para venda em outros lugares do Caribe e no continente da América do Sul.
Os judeus sefarditas com antepassados da Península Ibérica estabeleceram-se aqui com os neerlandeses e no então Brasil Holandês; Eles tiveram uma influência significativa sobre a cultura e economia da ilha. Alguns comerciantes judeus faziam parte do comércio de escravos coloniais neerlandeses, assim como uma grande variedade de pessoas envolvidas no comércio e no transporte marítimo.
Na Guerra Franco-Holandesa, o Conde Jean II de Estrées planejava atacar Curaçau. Sua frota — 12 homens de guerra, três brulotes, dois transportes, um navio hospitalar e 12 corsários — encontraram-se desastrosamente, perdendo sete homens de guerra e dois outros navios quando atingiram recifes do arquipélago de Las Aves. Eles haviam cometido um grave erro de navegação, atingindo os recifes em 11 de maio de 1678, uma semana depois de navegar de São Cristóvão. Curaçau marcou os eventos por um dia de ação de graças, celebrado durante décadas no século XVIII, para comemorar a fuga da ilha de ser invadida pelos franceses.
Embora algumas plantações tenham sido estabelecidas na ilha pelos neerlandeses, a primeira indústria lucrativa estabelecida em Curaçau foi a mineração de sal. O mineral era uma exportação lucrativa na época e era um fator importante para a ilha fazer parte do comércio internacional.

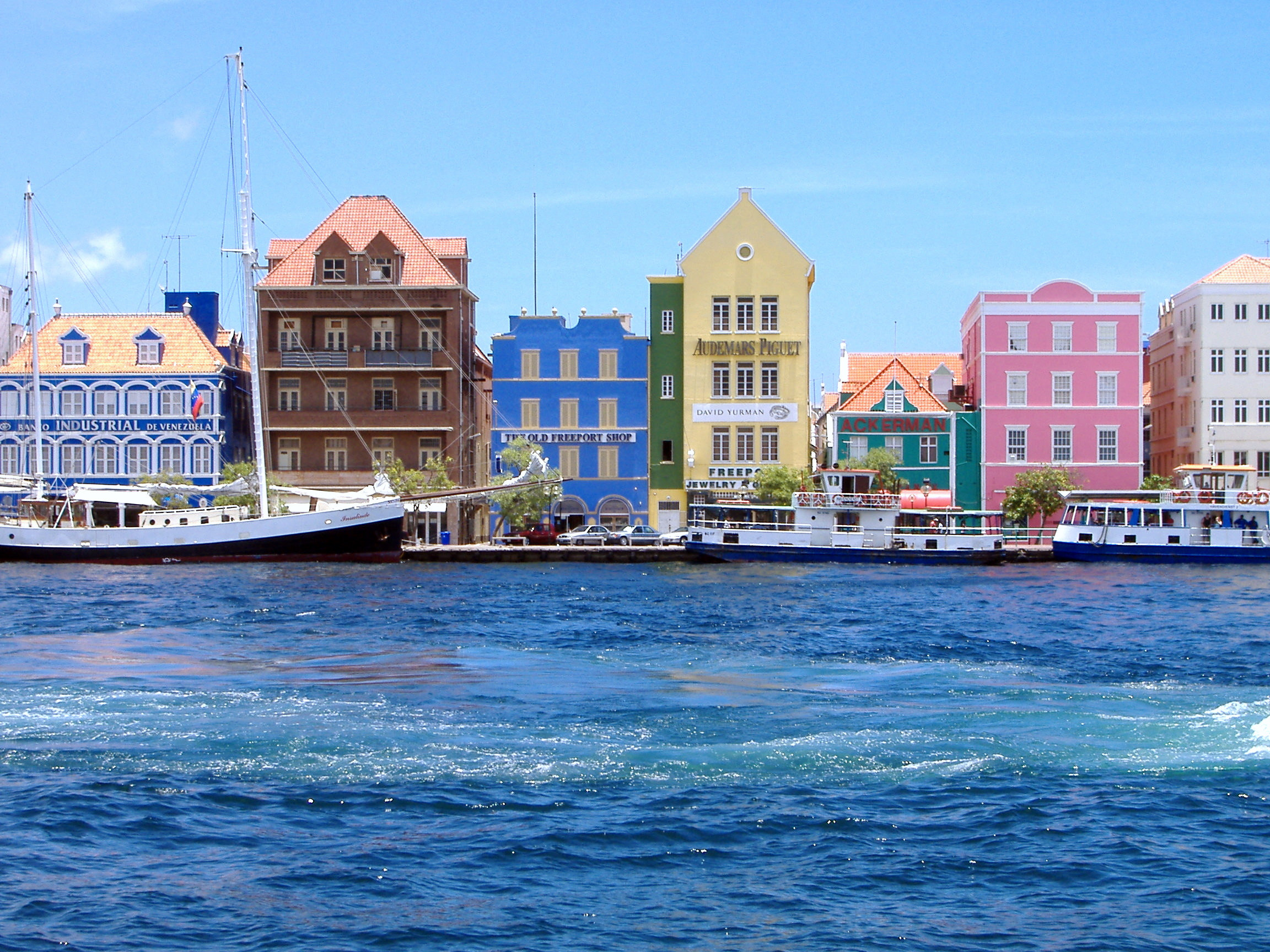
Arquitetura neerlandesa ao longo do porto de Willemstad

Muitos colonos neerlandeses cresceram afluentes do comércio de escravos, e a cidade construiu impressionantes edifícios coloniais. A arquitetura de Curaçau combina estilos coloniais neerlandeses e espanhóis. A vasta gama de edifícios históricos em Willemstad e seus arredores resultou na designação da capital como Património Mundial da UNESCO. Landhouses (antigas propriedades de plantação) e o estilo de África Ocidental kas di pal'i maishi (ex-habitações de escravos) estão espalhados por toda a ilha. Alguns foram restaurados e podem ser visitados.
Em 1795, uma grande revolta de escravos ocorreu sob os líderes Tula Rigaud, Louis Mercier, Bastian Karpata e Pedro Wakao. Mais de 4 000 escravos na seção noroeste da ilha se revoltaram e mais 1 000 escravos participaram de tiroteios estendidos. Depois de um mês, os proprietários de escravos suprimiram a revolta.
A proximidade de Curaçau com a América do Sul resultou em interação com culturas das áreas costeiras. Por exemplo, semelhanças arquitetônicas podem ser vistas entre as partes do século XIX de Willemstad e a cidade venezuelana vizinha de Coro, no estado de Falcón. Esta última também foi designada Património Mundial da UNESCO. No século XIX, os curaçauenses como Manuel Piar e Luis Brión ocuparam-se de forma proeminente nas guerras da independência da Venezuela e da Colômbia. Refugiados políticos do continente (como Simon Bolívar) se reagruparam em Curaçau. As crianças de famílias venezuelanas afluentes foram educadas na ilha.

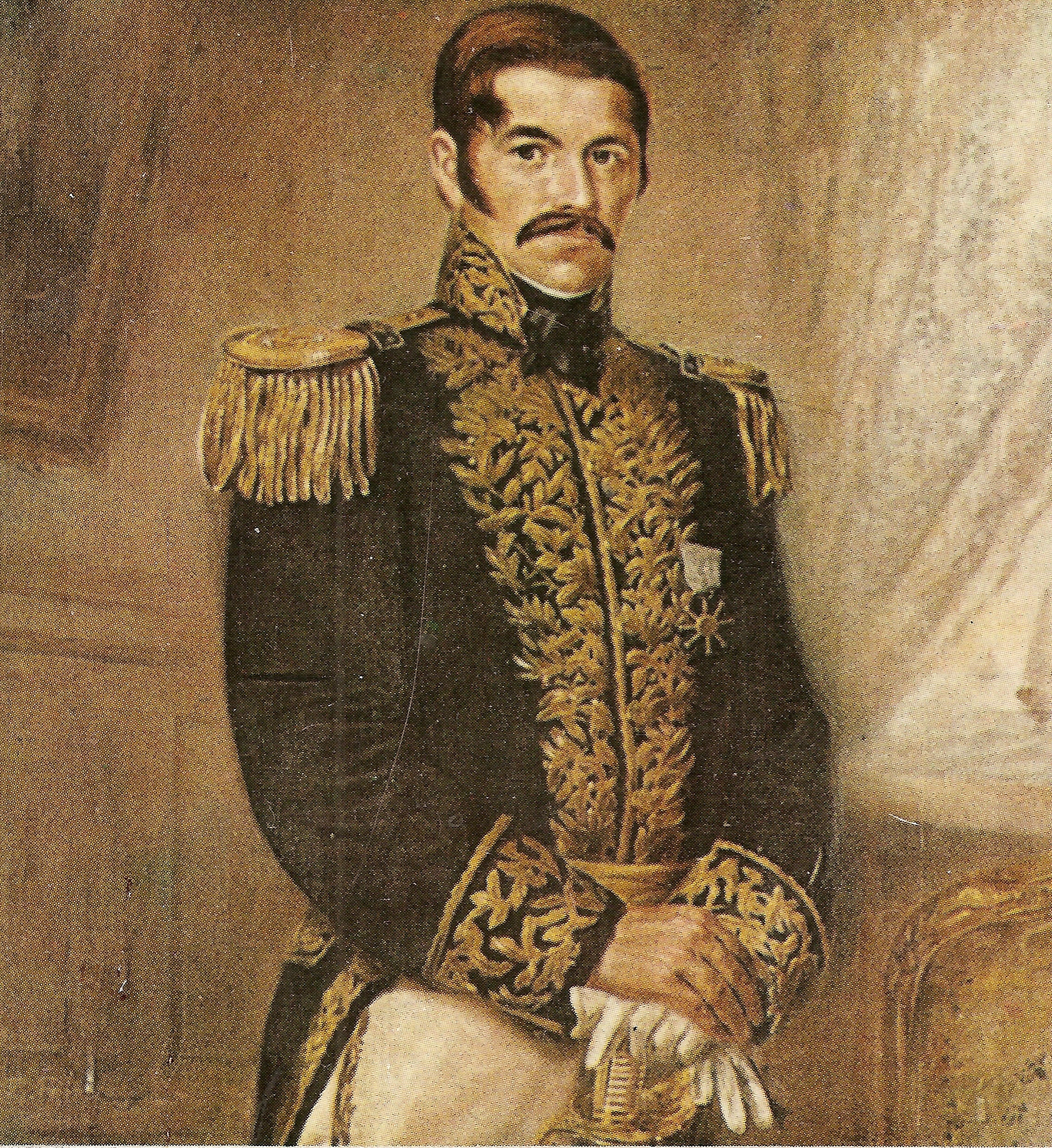
Luis Brión, um almirante venezuelano nascido em Curaçau.

Durante os séculos XVIII e XIX, a ilha mudou de mão entre os britânicos, os franceses e os neerlandeses várias vezes. No início do século XIX, portugueses e libaneses migraram para Curaçau, atraídos pelas oportunidades de negócios. A regra neerlandesa estável voltou em 1815 no final das guerras napoleônicas, quando a ilha foi incorporada à colônia de Curaçau e Dependências.
Os neerlandeses aboliram a escravidão em 1863, trazendo uma mudança na economia com a mudança para o trabalho assalariado. Alguns habitantes de Curaçau emigraram para outras ilhas, como Cuba, para trabalhar em plantações de cana-de-açúcar. Outros antigos escravos não tinham para onde ir e permaneceram trabalhando para o proprietário da fazenda no sistema do "fazendeiro inquilino". Esta foi uma ordem instituída no qual o ex-escravo alugava terras de seu antigo mestre. Em troca, o inquilino prometeu desistir da maior parte da sua colheita para o antigo mestre escravo. Este sistema durou até o início do século XX.
Historicamente, a língua neerlandesa não era amplamente falada na ilha fora da administração colonial; O seu uso aumentou no final do século XIX e início do século XX. Estudantes em Curaçau, Aruba e Bonaire foram ensinados predominantemente em espanhol até o final do século XIX. Também houve esforços para introduzir educação popular bilíngue em Neerlandês e Papiamento no final do século XIX (van Putte, 1999).
Quando o petróleo foi descoberto na cidade de Mace Grande, em Maracaibo, em 1914, as fortunas da ilha foram dramaticamente alteradas. Nos primeiros anos, tanto a Shell quanto a Exxon realizaram concessões de perfuração na Venezuela, que assegurou um fornecimento constante de petróleo bruto às refinarias em Aruba e Curaçau. A produção de petróleo bruto na Venezuela foi barata. As empresas integradas Shell e Exxon controlaram toda a indústria de bombear, transportar e refinar para comercializar o produto final. As refinarias de Aruba e Curaçau operavam nos mercados globais e eram rentáveis em parte devido à margem entre os custos de produção do petróleo bruto e as receitas realizadas nos produtos. Isso proporcionou uma rede de segurança para perdas incorridas por ineficiência ou custos operacionais excessivos nas refinarias.
Curaçau experimentou uma desaceleração econômica no início da década de 1980. A refinaria da Shell na Curaçau operou com perdas significativas de 1975 a 1979 e novamente de 1982 a 1985. Perdas persistentes, sobreprodução global, concorrência mais dura e baixas expectativas de mercado ameaçaram o futuro da refinaria da Shell em Curaçau. Em 1985, após uma presença de 70 anos, a Royal Dutch Shell decidiu encerrar suas atividades em Curaçau. O anúncio da Shell ocorreu em um momento crucial; A economia frágil de Curaçau estava estagnando há algum tempo. Vários empreendimentos geradores de receita sofreram ainda mais durante este período: o turismo da Venezuela entrou em colapso após a desvalorização do bolivar, a indústria de transportes deteriorou-se com efeitos deletérios sobre os lucros da Antillean Airline Company e a Curaçao Dry Dock Company experimentou grandes contratempos. A indústria offshore (serviços financeiros) também experimentou uma desaceleração devido a novas leis tributárias nos EUA.
Em meados da década de 1980, a Shell vendeu a refinaria pela quantidade simbólica de um florim antilhano para um consórcio do governo local. A refinaria do envelhecimento tem sido objeto de ações judiciais nos últimos anos, que impõem que suas emissões, incluindo o dióxido de enxofre e as partículas, excedam os padrões de segurança. O consórcio do governo atualmente aluga a refinaria para a petrolífera estatal venezuelana PDVSA.
Devido a uma queda econômica no final da década de 1990 e no início dos anos 2000, a emigração para os Países Baixos foi alta.
Em 1 de Julho de 2007, a ilha de Curaçau tornar-se-ia um país no Reino dos Países Baixos. Em 28 de novembro de 2006, isso foi atrasado quando o conselho da ilha rejeitou um memorando de esclarecimento sobre o processo. Um novo conselho da ilha ratificou este acordo em 9 de julho de 2007. Em 15 de dezembro de 2008, Curaçau estava programado para se tornar um país separado dentro do Reino dos Países Baixos (como eram Aruba e Antilhas Neerlandesas). Um referendo não obrigatório sobre este plano ocorreu em Curaçau em 15 de maio de 2009, em que 52% dos eleitores apoiaram esses planos.
A dissolução das Antilhas Neerlandesas entrou em vigor em 10 de outubro de 2010. Curaçau tornou-se um país dentro do Reino dos Países Baixos, com o Reino mantendo a responsabilidade pela defesa e política externa. O reino também iria supervisionar as finanças da ilha sob um acordo de alívio da dívida acordado entre os dois. O primeiro premiê de Curaçao foi Gerrit Schotte. Ele foi sucedido em 2012 por Stanley Betrian. Após as eleições de 2012, Daniel Hodge tornou-se o terceiro primeiro-ministro, em 31 de dezembro de 2012. Ele liderou um gabinete demissionário até 7 de junho de 2013, quando um novo gabinete sob a liderança de Ivar Asjes foi presumido. O primeiro-ministro entre 31 de agosto de 2015 e dezembro de 2016 foi Ben Whiteman. O atual primeiro-ministro é Hensley Koeiman.[carece de fontes?]

### Fortes
Quando os neerlandeses chegaram em 1634, eles construíram fortes em pontos chave em torno da ilha para se proteger de potências estrangeiras, corsários e piratas. Seis dos fortes melhores conservados ainda podem ser vistos hoje:
- Waterfort (1634)[24]
- Forte Amesterdã (1635)[24]
- Forte Beekenburg (1703)[24]
- Forte Nassau (1797)[24]
- Riffort (1828) [25]
- Forte da Baía de Piscadera (construído entre 1701–1704)

Em 1957, o Hotel Van der Valk Plaza Curaçao foi construído em cima do Waterfort.
O Riffort contém restaurantes e lojas. Está localizado no lado oposto do Waterfort, através da entrada do porto. Em 2009, o Renaissance Curaçao Resort and Casino abriu ao lado do Riffort.[carece de fontes?]

## Geografia

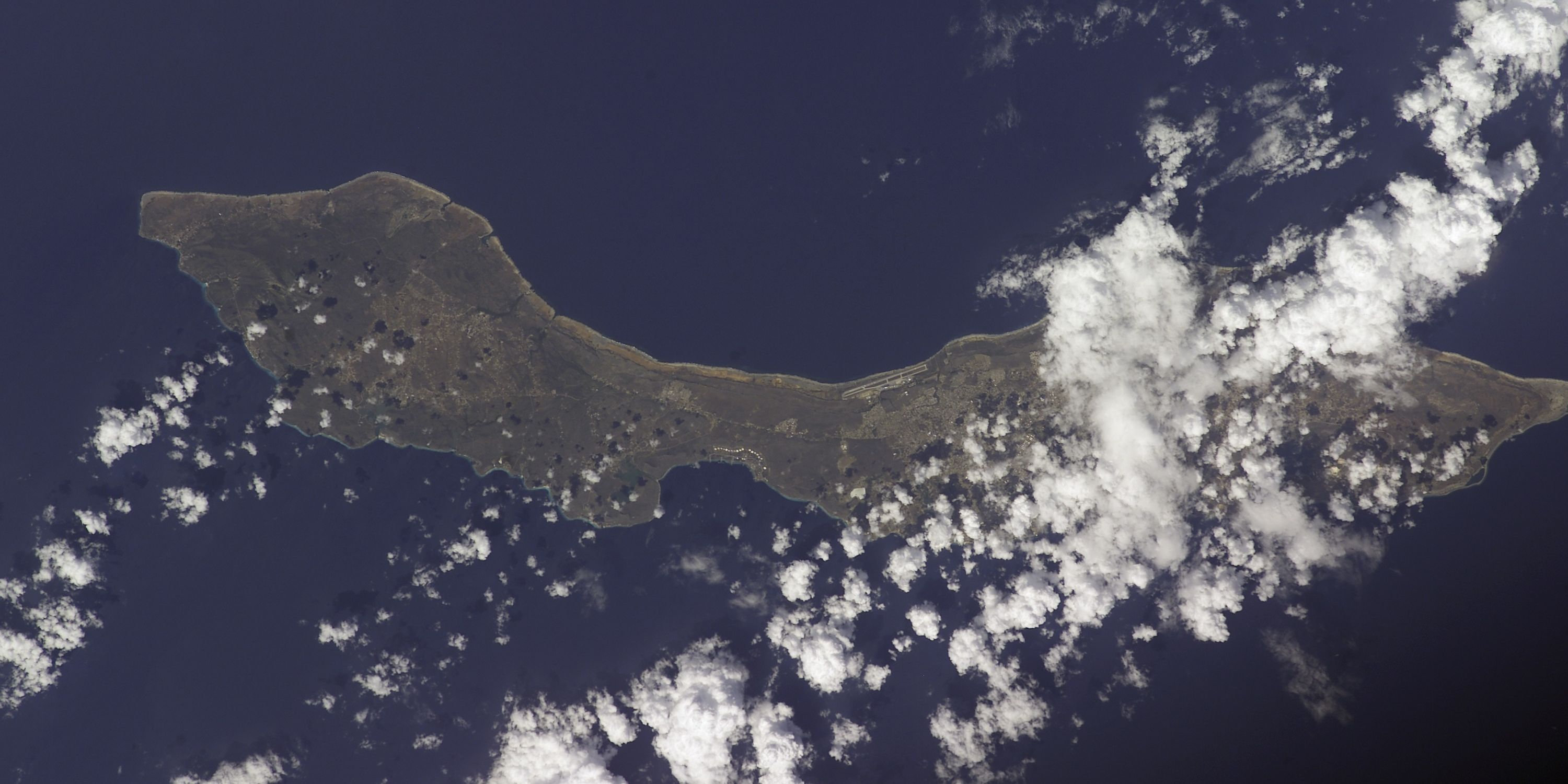
Imagem de satélite de Curaçau

Curaçau, bem como o resto das Ilhas ABC e também Trinidad e Tobago, fica na plataforma continental da América do Sul e, portanto, considera-se geologicamente Curaçau como um país da América do Sul. [carece de fontes?] O ponto mais alto de Curaçau é o Sint Christoffelberg, que possui 375 m de altitude.[carece de fontes?] As baías de encosta, as enseadas e as fontes termais oferecem uma fonte no local de água mineral, térmica ou de mar utilizada na hidroterapia e mesoterapia, tornando esta ilha uma das muitas áreas balneoterápicas da região.

### Flora
A flora de Curaçau difere da típica vegetação da ilha tropical. As matorrícolas Xéricas são comuns, com várias formas de cactos, arbustos espinhosos, de folhas persistentes e a árvore de watapana, chamada divi-divi em Aruba, característica das ilhas ABC e o símbolo nacional de Aruba.[carece de fontes?]

### Clima
Curaçau tem um clima tropical com estação seca (na classificação climática de Köppen, As) com uma estação seca de janeiro a setembro e uma estação úmida de outubro a dezembro. As temperaturas são relativamente constantes com pequenas diferenças ao longo do ano. Os ventos comerciais trazem resfriamento durante o dia e os mesmos ventos comerciais trazem aquecimento durante a noite. O mês mais frio é janeiro com uma temperatura média de 26,5 °C e o mês mais quente é setembro com uma temperatura média de 28,9 °C. A temperatura máxima média do ano é de 31,2 °C. A temperatura mínima média do ano é de 25,3 °C.
Curaçau fica fora do cinturão de furacões, mas ainda é afetado ocasionalmente por furacões, como por exemplo Hazel em 1954, Anna em 1961, Felix em 2007 e Omar em 2008. Uma fuga de um furacão em Curaçau não ocorreu desde o Centro Nacional de Furacões dos Estados Unidos começou a rastrear os furacões. Curaçau, no entanto, foi diretamente afetada por tempestades tropicais pré-furacões várias vezes; a última que fez assim foi Tomas em 2010, Cesar em 1996, Joan-Miriam em 1988, Cora e Greta em 1978, Edith e Irene em 1971 e Francelia em 1969. Tomas varreu Curaçau como uma tempestade tropical, caindo até 265 mm de precipitação no território, quase metade da precipitação anual em um dia. Isso fez de Tomas um dos eventos mais úmidos da história da ilha, bem como um dos mais devastadores; suas inundações mataram duas pessoas e causaram prejuízo em mais de 60 milhões de habitantes (US$ 28 milhões).

### Geologia
O fundo do mar do norte cai abruptamente a 60 m (200 ft) da costa. Esta queda é conhecida como a "borda azul".
Em Curaçau, podem ser encontradas quatro formações geológicas principais: a formação de lava, a formação de Knip, a Formação de Curaçau e as formações de Calcário.

## Política
O sistema de governo de Curaçau é o de uma democracia parlamentar organizada sob a forma de uma monarquia constitucional. Curaçau é um "país constituinte" (em neerlandês: land) do Reino dos Países Baixos, onde o monarca dos Países Baixos é o chefe de estado e o primeiro-ministro é o chefe de governo. Curaçau tem plena autonomia na maioria dos assuntos, com as exceções resumidas na Carta do Reino dos Países Baixos sob o título de "Assuntos do Reino". A Constituição de Curaçau foi ratificada em setembro de 2010 e entrou em vigor em 10 de outubro de 2010 após a dissolução das Antilhas Neerlandesas.
O poder executivo é representado pelo governador, que representa o monarca dos Países Baixos na ilha, e por um primeiro-ministro que dirige um gabinete. O governador de Curaçau é nomeado para um mandato de seis anos pelo monarca dos Países Baixos, e o primeiro-ministro e o vice-primeiro-ministro são eleitos pelo parlamento por quatro anos.
Já o poder legislativo é compartilhado entre o governo e o parlamento. A legislatura ou Estates de Curaçau (neerlandês: Staten) é composta por 21 membros eleitos por voto direto e popular para um mandato de quatro anos.
O sistema judicial de Curaçau, derivado principalmente do sistema de direito civil neerlandês, opera independentemente da legislatura e do executivo. Há um tribunal de primeira instância: o Gerecht em Eerste Aanleg e um tribunal de recurso do Tribunal Conjunto de Justiça de Aruba, Curaçau, São Martinho e de Bonaire, Santo Eustáquio e Saba, que compartilha com as outras entidades neerlandesas no Caribe. Não é possível apelar às decisões do Tribunal Conjunto de Justiça, mas as "questões de direito" fundamentais podem ser submetidas ao Supremo Tribunal dos Países Baixos e ao Hoge Raad der Nederlanden em cassação. Os veredictos dessas instituições podem levar a uma nova decisão do Tribunal Conjunto, levando em consideração os resultados da cassação.

### Forças armadas
Duas bases navais neerlandesas, Parera e Suffisant, estão localizadas na ilha de Curaçau. Os oficiais da Milícia Arubana completam o treinamento em Curaçau.
Localizado no lado oeste do aeroporto internacional de Curaçau existem hangares para as duas Bombardier Dash 8 Maritime Patrol Aircraft e dois helicópteros AgustaWestland AW139 da Guarda Costeira Caribenha Neerlandesa. Isto foi até 2007, uma base aérea naval da Marinha Real Neerlandesa que operou a base por 55 anos. Com uma grande variedade de aeronaves nos últimos anos Fireflies, Avengers, Trackers, Neptunes, Fokker F-27's, P-3C Orions, Fokker F-60 e vários helicópteros. Após a decisão política de vender todos os Orions, a base aérea não era mais necessária.
O extremo oeste do aeroporto é uma localidade de operação avançada da Força Aérea dos Estados Unidos. A base hospeda o AWACS e as aeronaves de transporte. Até 1999, a Força Aérea Americana operava uma pequena frota de F-16.
A Base Naval tem instalações para o recrutamento no Caribe, que não foi obrigatório desde 1997, mas sim um recrutamento social. Este tipo de recrutamento oferece aos jovens desfavorecidos a possibilidade de se formarem profissionalmente.

## Principais cidades
- Willemstad
- Sabana Westpunt

## Demografia

### Línguas
Curaçau é uma sociedade poliglota. As línguas oficiais são o neerlandês, papiamento e inglês. No entanto, o neerlandês é o único idioma para todos os assuntos administrativos e legais. A maior parte da população de Curaçau é capaz de conversar em pelo menos duas das seguintes línguas: papiamento, neerlandês, inglês e espanhol.
A língua mais falada é o papiamento, um crioulo português falado em todos os níveis da sociedade. A língua papiamento foi introduzido como uma língua de ensino básico em 1993, fazendo de Curaçau um dos poucos lugares onde uma língua crioula é usada como um meio para adquirir alfabetização básica. O Espanhol e o Inglês também têm uma longa presença histórica em Curaçau. O espanhol tornou-se uma língua importante no século XVIII devido aos laços econômicos próximos com as colônias espanholas no que são agora a Venezuela e a Colômbia. O uso do inglês remonta até o início do século XIX, quando os britânicos invadiram Curaçau e Bonaire. Quando os neerlandeses retomaram a ilha em 1815, os funcionários já notaram o uso amplo da língua.
De acordo com o recenseamento de 2001, Papiamento é a primeira língua de 81,2% da população. O neerlandês é a primeira língua de 8% da população. O espanhol é o primeiro idioma de 4% da população e o inglês é a primeira língua de 2,9%. No entanto, esses números dividem a população em termos de primeira língua e não representam a alta taxa de bilinguismo na população de Curaçau.

### Etnias
Por causa de sua história, a população da ilha vem de uma série de origens étnicas. Existe uma maioria afro-caribenha de ascendência africana e também minorias consideráveis de neerlandeses, latino-americanos, franceses, asiáticos do sul, leste-asiáticos, portugueses e levantinos. Além disso, há judeus sefarditas e asquenazes.

### Religião
De acordo com uma estimativa de 2011, a maioria dos habitantes de Curaçau:
- Católicos Romanos — 72,8%
- Pentecostais — 6,6%
- Outros protestantes — 3,2%
- Adventistas do Sétimo Dia — 3%
- Testemunhas de Jeová — 2%
- Evangélicos — 1,9%
- Outros — 3,8%
- Sem religião — 6%
- Não especificado — 0,6%

Isso inclui uma mudança para a renovação carismática ou movimento carismático desde meados da década de 1970. Outras denominações incluem a Igreja Adventista do Sétimo Dia e a Igreja Metodista. Ao lado dessas denominações cristãs, alguns habitantes praticam Montamentu e outras religiões africanas da diáspora.[carece de fontes?] Como em outros lugares da América Latina, o pentecostalismo está em ascensão. Também praticam muçulmanos e hindus.
A diocese católica de Willemstad abrange todo o território do Reino dos Países Baixos no Caribe, que inclui Aruba, Curaçau, São Martinho e as ilhas de Bonaire, São Eustáquio e Saba. A diocese também é membro da Conferência Episcopal das Antilhas.
Embora pequena, a comunidade judaica de Curaçau teve um impacto significativo na história da ilha. Curaçau tem a mais antiga congregação judaica ativa nas Américas, datada de 1651. A sinagoga de Curaçau é a mais antiga sinagoga das Américas em uso contínuo, desde sua conclusão em 1732 no local de uma sinagoga anterior.

## Educação
A educação pública baseia-se no sistema educacional neerlandês e, além das escolas públicas, escolas privadas e paroquiais também estão disponíveis. Desde a introdução de uma nova lei de educação pública em 1992, o ensino primário obrigatório começa aos seis anos e continua seis anos, o secundário dura mais cinco.
O principal instituto de ensino superior é a Universidade de Curaçau, matriculando 2 100 alunos. O modelo abrangente de educação está sob influências da oferta de educação neerlandesa e americana. Outras ofertas de educação superior na ilha incluem escolas de medicina offshore, escolas de idiomas e academias de arte, música, polícia, professores e treinamento de enfermeiros.

## Economia
Curaçau tem uma economia aberta, com o turismo, comércio internacional, serviços de transporte, refino, armazenamento (petróleo e combustível) e serviços financeiros internacionais sendo os setores mais importantes. A economia de Curaçau está bem desenvolvida e apoia um alto padrão de vida, ocupando o 46º lugar no mundo em termos de PIB per capita e 27º no mundo em termos de PIB per capita nominal. Curaçau possui uma economia de alta renda, conforme definida pelo Banco Mundial. As atividades relacionadas ao porto de Willemstad (como a Zona de Livre Comércio) contribuem de forma significativa para a economia. Para alcançar o objetivo do governo de tornar sua economia mais diversificada, estão sendo feitos esforços para atrair mais investimentos estrangeiros. Esta política, denominada "política de armas abertas", apresenta um forte enfoque nas empresas de tecnologia da informação.

### Turismo
Embora o turismo desempenhe um papel importante na economia de Curaçau, é menos dependente do turismo do que outros países caribenhos. A maioria dos turistas é originário dos Países Baixos, do leste dos Estados Unidos, da América do Sul e de outras ilhas do Caribe. Atualmente lidera o Caribe no crescimento do turismo de cruzeiro com 610 186 passageiros de cruzeiro em 2013, um aumento de 41,4% em relação ao ano anterior. O Aeroporto Internacional Hato recebeu 1 772 501 passageiros em 2013 e anunciou recentemente investimentos de capital no valor de US$ 48 milhões destinados a transformar o aeroporto em um hub regional até 2018.
A plataforma insular da ilha tem uma queda acentuada conhecida como "Blue Edge".[carece de fontes?] Os turistas de submarinismo frequentemente visitam esta vista.[carece de fontes?] Os recifes de coral para snorkel e mergulho podem ser alcançados sem um barco. A costa sul tem águas calmas, bem como muitas pequenas praias, como Jan Thiel e Cas Abou. O litoral de Curaçau apresenta inúmeras baías e enseadas que servem como locais populares de amarração para barcos.
Alguns dos recifes de corais são afetados pelo turismo. Porto Marie Beach está experimentando com recifes de corais artificiais para melhorar a condição do recife.[carece de fontes?] Centenas de blocos de coral artificial que foram colocados agora abriram uma grande variedade de peixes tropicais.
Além disso, Curaçau está coberta por uma infinidade de hotéis, alguns deles Resorts com praias artificiais.

### Trabalho
Em 2013, a taxa de desemprego foi de 13%.

### Serviços financeiros
A história de Curaçau em serviços financeiros remonta à Primeira Guerra Mundial. Antes deste período, as armas financeiras das casas comerciais locais funcionavam como credores informais para a comunidade. No entanto, na virada do século, Curaçau passou por industrialização, e várias casas comerciais estabeleceram bancos comerciais privados. À medida que a economia crescia, esses bancos começaram a assumir funções adicionais eventualmente se tornando instituições financeiras de pleno direito.
A Dutch Dutch Securities Exchange está localizada na capital de Willemstad, assim como o Banco Central de Curaçau e São Martinho; O último dos quais data de 1828. É o banco central mais antigo do Hemisfério Ocidental. O sistema jurídico da ilha suporta uma variedade de estruturas corporativas e é um paraíso corporativo. Embora Curaçau seja considerado um paraíso fiscal, adere ao Código de Conduta da UE contra práticas fiscais prejudiciais. Possui um intermediário qualificado do Serviço de Receita Federal dos Estados Unidos. É uma jurisdição aceita da Força Tarefa de Ação Financeira da OCDE e do Caribe sobre Lavagem de Dinheiro. O país reforça o cumprimento do financiamento antilavagem de dinheiro e do combate ao terrorismo.[carece de fontes?]

### Comércio
Curaçau opera principalmente com os Estados Unidos, a Venezuela e a União Europeia. Possui um Acordo de Associação com a União Europeia que permite às empresas que atuam em via e via Curaçau exportar produtos para mercados europeus, livre de direitos e cotas de importação. Também é participante da Iniciativa da Bacia do Caribe dos Estados Unidos, permitindo que ele tenha acesso preferencial ao mercado dos EUA.

## Infraestrutura

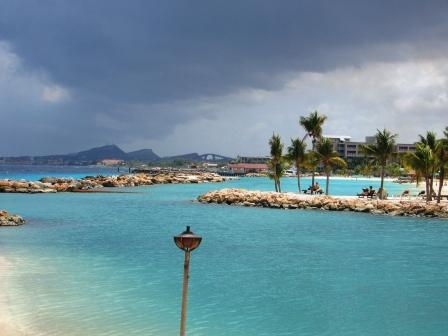
Foto do Seaquarium em Willemstad, Curaçao

### Aeroporto
O Aeroporto Internacional Hato está localizado na ilha. Sua pista principal é paralela, e é adjacente à costa norte.
Possui serviços para a região do Caribe, América do Sul, América do Norte e Europa. O aeroporto de Hato é uma instalação bastante grande, com a terceira pista comercial mais longa da região do Caribe após o Aeroporto Rafael Hernández em Porto Rico e o Aeroporto Internacional Pointe-à-Pitre em Guadalupe. O aeroporto serve como base principal para a Insel Air.

### Pontes
A Ponte Queen Emma, uma ponte pontão de 168 m de comprimento, liga pedestres entre os distritos Punda e Otrobanda. É uma ponte que se abre para permitir a passagem de navios de grande porte para o porto. A ponte foi originalmente aberta em 1888 e a ponte atual foi instalada em 1939. É mais conhecido e, mais frequentemente do que não, referido pelos locais como "Nossa velha senhora que balança".
A ponte Queen Juliana conecta o tráfego móvel entre os mesmos dois distritos. Tendo 56 m acima do mar, é uma das pontes mais altas do Caribe.

### Serviços
Uma empresa privada e membro da CARILEC, Aqualectra, entrega água potável e eletricidade para a ilha. As taxas são controladas pelo governo. A água é produzida por osmose reversa ou dessalinização. Essa empresa presta serviços a 69 000 famílias e empresas que usam 130 000 medidores de água e eletricidade.

## Cultura

### Literatura
Apesar da população relativamente pequena da ilha, a diversidade de línguas e influências culturais em Curaçau gerou uma notável tradição literária, principalmente em neerlandês e papiamento. As tradições orais dos povos indígenas dos aruaque estão perdidas. Os escravos da África Ocidental trouxeram os contos de Anansi, formando assim a base da literatura Papiamento. O primeiro trabalho publicado em Papiamentu foi um poema de Joseph Sickman Corsen intitulado Atardi, publicado no jornal La Cruz em 1905. Ao longo da literatura de Curaçau, as técnicas narrativas e as metáforas mais caracterizadas como realismo mágico tendem a predominar. Novelistas e poetas de Curaçau fizeram impressionantes contribuições para a literatura caribenha e neerlandesa. Os mais conhecidos são Cola Debrot, Frank Martinus Arion, Pierre Lauffer, Elis Juliana, Guillermo Rosario, Boeli van Leeuwen e Tip Marugg.

### Culinária
A comida local é chamada de Krioyo (pronunciada do mesmo modo que criollo, a palavra em espanhol para "Crioulo") e possui uma mistura de sabores e técnicas melhor em comparação com a cozinha do Caribe e com a gastronomia latino-americana. Os pratos comuns em Curaçau também são encontrados em Aruba e Bonaire. Os pratos populares incluem: stobá (um guisado feito com vários ingredientes, como papaia, bovino ou caprino), Guiambo (sopa feita de quiabo e marisco), kadushi (sopa de cactos), sopi mondongo (sopa de intestino), funchi (pasta de farinha de milho semelhante a Fufu, ugali e polenta) e muitos peixes e outros frutos do mar. O prato de aparência onipresente é a banana frita. Os panos de pão locais são feitos de acordo com uma receita portuguesa. Em toda a ilha, há snèks que servem pratos locais, bem como bebidas alcoólicas de uma maneira semelhante à casa pública inglesa (pub).
O onipresente prato de café da manhã é pastechi: massa frita com enchimentos de queijo, atum, presunto ou carne moída. Ao redor da temporada de férias são consumidos pratos especiais, como o hallaca e o pekelé, feitos de bacalhau salgado. Em casamentos e outras ocasiões especiais, uma variedade de kos dushi são servidos: kokada (doces de coco), ko'i lechi (leite condensado e açúcar doce) e tentalaria (doces de amendoim). O licor de Curaçau foi desenvolvido aqui, quando um local experimentou as cascas do citrino local conhecido como laraha. As influências culinárias do Suriname, chinesa, indonésia, indiana e neerlandesa também abundam. A ilha também tem uma série de restaurantes chineses que servem principalmente pratos indonésios, como satay, nasi goreng e lumpia (que são todos os nomes indonésios para os pratos). Especialidades neerlandesas como croquetes e oliebollen são amplamente servidas em casas e restaurantes.